# Luke Christopher
Luke Christopher (* 8. Mai 1993 in Los Angeles) ist ein US-amerikanischer Rapper, Sänger, Musikproduzent und Liedermacher.

## Leben und Wirken
Er hat einen Plattenvertrag bei ByStorm Entertainment / RCA und hat während seiner Karriere einige Mixtapes veröffentlicht. Mit der aus dem Mixtape TMRW ausgekoppelten Single Lot to Learn konnte er sich in unter anderem Australien, Norwegen und Schweden sowie den deutschsprachigen Ländern in den Charts platzieren.
Am 10. August 2018 startete Christopher die erste Single (Trouble) seines Projektes The Renaissance. Bei diesem veröffentlichte er wöchentlich ein neues Lied. Am 1. August 2019 endete es mit Big Headed. Es kamen dabei 52 Lieder zusammen.

## Diskografie
Studioalben
- 2017: TMRWFRVR

Mixtapes
- 2012: Building Skies
- 2012: TMRW, TMRW
- 2013: The Wonder Years Pt.1
- 2014: TMRW, TMRW Pt. II

Singles
- 2014: Life Jackets
- 2014: Ms. Holy Water
- 2015: They Know
- 2015: Upside Down
- 2015: Plans
- 2016: Lot to Learn
- 2016: Changed Me
- 2017: Waterfalls
- 2018: Make You Forget
- 2019: It’s All Yours

## Auszeichnungen für Musikverkäufe
| Goldene Schallplatte - Dänemark - 2025: für die Single Lot to Learn - Kanada - 2017: für die Single Lot to Learn - Neuseeland - 2019: für die Single Lot to Learn Platin-Schallplatte - Australien - 2016: für die Single Lot to Learn | 2× Platin-Schallplatte - Italien - 2018: für die Single Lot to Learn - Schweden - 2016: für die Single Lot to Learn |

Anmerkung: Auszeichnungen in Ländern aus den Charttabellen bzw. Chartboxen sind in ebendiesen zu finden.
| Land/RegionAuszeichnungen für Musikverkäufe (Land/Region, Auszeichnungen, Verkäufe, Quellen) | Gold     | Platin     | Verkäufe | Quellen              |
| -------------------------------------------------------------------------------------------- | -------- | ---------- | -------- | -------------------- |
| Australien (ARIA)                                                                            | —        | Platin1    | 70.000   | aria.com.au          |
| Dänemark (IFPI)                                                                              | Gold1    | —          | 45.000   | ifpi.dk              |
| Deutschland (BVMI)                                                                           | Gold1    | —          | 200.000  | musikindustrie.de    |
| Italien (FIMI)                                                                               | —        | 2× Platin2 | 100.000  | fimi.it              |
| Kanada (MC)                                                                                  | Gold1    | —          | 40.000   | musiccanada.com      |
| Neuseeland (RMNZ)                                                                            | Gold1    | —          | 15.000   | radioscope.co.nz     |
| Österreich (IFPI)                                                                            | Gold1    | —          | 15.000   | ifpi.at              |
| Schweden (IFPI)                                                                              | —        | 2× Platin2 | 80.000   | sverigetopplistan.se |
| Insgesamt                                                                                    | 5× Gold5 | 5× Platin5 |          |                      |